# Liste de points extrêmes de l'Ukraine

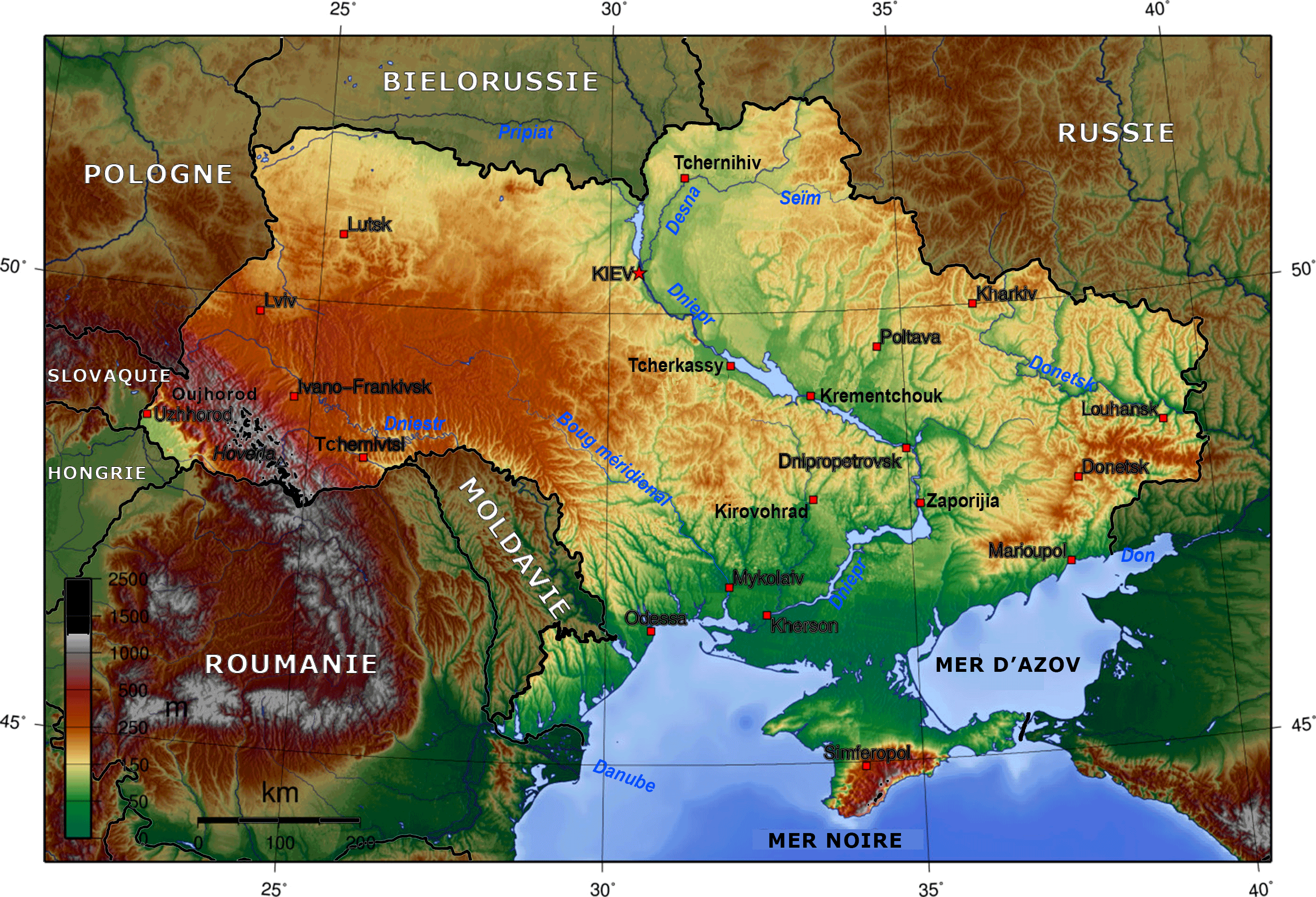
Carte topographique de l'Ukraine.

Cet article recense les points extrêmes de l'Ukraine.

## Latitude et longitude
- Nord : Gremyatch (uk), oblast de Tchernihiv (52° 22′ 47″ N, 33° 11′ 26″ E)
- Sud : cap Sarytch, Crimée (44° 23′ 14″ N, 33° 44′ 17″ E)
- Ouest : Solomonovo à proximité de la ville de Tchop, oblast de Transcarpatie (48° 25′ 50″ N, 22° 09′ 50″ E)
- Est : Tchernova Zirka (uk), oblast de Louhansk (49° 15′ 38″ N, 40° 13′ 42″ E)

## Altitude
- Maximale : Hoverla, Carpates (2 061 m, 48° 09′ 38″ N, 24° 30′ 01″ E)